# HD 168009
HD 168009，又名BD+45 2684，SAO 47343、HR 6847，是一颗恒星，视星等为6.29，位于銀經72.82，銀緯24.92，其B1900.0坐标为赤經18h 12m 40.1s，赤緯+45° 24.92′ 42″。